# Halmi Margit
Halmi Margit, T. Halmi Margit (Budapest, 1876. december 15. – Budapest, 1936. december 3.) magyar színésznő. Halmi Ferenc és Mindszenty Kornélia lánya, Tanay Frigyes felesége.

## Életútja
A Színművészeti Akadémia elvégzése után 1896. szeptember 10-én lépett a színi pályára. Előbb Debrecenben működött, ahol 1898. május 2-án férjhez ment Tanay Frigyeshez, majd 1901. április 13-án az Endre és Johanna Mária szerepében vendégként fellépett a Nemzeti Színházban. 1902. április 1-jén Kolozsvárt mutatkozott be a Francillonban.
1903-ban a Nemzeti Színházhoz szerződtették, ahol október 14-én mutatkozott be az Egyik olyan, mint a másik című egyfelvonásos vígjátékban. 1904. január 1-én a Vígszínház tagja lett, ahol január 19-én mutatkozott be a Lulu címszerepében. 1907. október 1-jén a Magyar Színházhoz hívták meg, ahol mint rendező 1908. április 5-én Az attasé apja előadását ő készítette elő. 1919 decemberében a Dunaparti Színházhoz kapott meghívást. 1923 júniusától a Belvárosi Színházban működött. 1926-tól a Nemzeti Színház tagja volt. 1928-ban az Új Színház vendége volt.
Sokáig tanított Rákosi Szidi színésziskolájában. Apja tehetségéből sokat örökölt. Vérbeli színésznő volt, aki észrevétlenül csúszott át más és más szerepkörbe.

## Fontosabb színházi szerepei
- Csangné (Klabund: A krétakör)
- Aase anyó (Ibsen: Peer Gynt)
- Mária Lujza (Rostand: A sasfiók)
- Alving Helene (Ibsen: Kísértetek)
- Nagyanyó (Maeterlinck: A kék madár)
- Kennedy Anna (Stuart Mária)
- Ramsden Zsuzsanna (Shaw: Tanner John házassága)
- Tanítóné (Süt a nap)
- Ida néni (Uj rokon)
- Csicsókáné (Borcsa Amerikában)
- Dido (A szerelem iskolája)
- Ádámné (A masamód)
- Grófné (Déryné ifjasszony)

## Filmszerepei
- A kuruzsló (1917) – Horváth János anyja
- A szentjóbi erdő titka (1917) – özvegy Elsnerné
- A föld embere (1917) – a gazda felesége
- A skorpió I. (1918) – Boncoeur anyó
- A szép Pongrátzné krinolinja (1931)